# Slammiversary (2015)
Slammiversary (2015) – gala wrestlingu zorganizowana przez amerykańską federację Total Nonstop Action Wrestling (TNA). Odbyła się 28 czerwca 2015 w Impact Zone w Orlando na Florydzie. Była to jedenasta gala z cyklu Slammiversary oraz pierwsze wydarzenie pay-per-view TNA w 2015 roku.

## Wyniki walk
Zestawienie zostało opracowane na podstawie źródła:
| Nr                                 | Wyniki                                                                                                   | Stypulacje                                                                                         | Czas  |
| ---------------------------------- | --- | -------------------------------------------------------------------------------------------------- | ----- |
| 1                                  | Tigre Uno (c) pokonał Manika i DJ-a Z                                                                    | Three Way Elimination match o TNA X Division Championship                                          | 12:06 |
| 2                                  | Robbie E pokonał Jessiego Godderza                                                                       | Singles match                                                                                      | 11:20 |
| 3                                  | Bram pokonał Matta Morgana                                                                               | Street Fight                                                                                       | 9:30  |
| 4                                  | Austin Aries pokonał Davey’ego Richardsa                                                                 | Singles match Zwycięzca wybiera stypulację walki o TNA World Tag Team Championship na Bell to Bell | 17:15 |
| 5                                  | Awesome Kong i Brooke pokonały The Dollhouse (Taryn Terrell, Jade i Marti Bell)                          | 3-on-2 Handicap match                                                                              | 8:05  |
| 6                                  | James Storm pokonał Magnusa                                                                              | Non Sanctioned match                                                                               | 16:40 |
| 7                                  | Ethan Carter III i Tyrus pokonali Bobby’ego Lashleya i Mr. Andersona                                     | Tag Team match                                                                                     | 10:10 |
| 8                                  | Jeff Jarrett (z Karen Jarrett) pokonał Matta Hardy’ego, Erica Younga, Bobby’ego Roode’a i Drew Gallowaya | King of the Mountain match o TNA King of the Mountain Championship                                 | 20:25 |
| (c) – mistrz/mistrzyni przed walką | | |       |

### Three Way Elimination match
| Eliminacja | Wrestler  | Wyeliminowany przez | Sposób eliminacji                                                     |
| ---------- | --------- | ------------------- | --------------------------------------------------------------------- |
| 1          | DJ Z      | Tigre Uno           | Tigre Uno przypiął DJ-a Z po wykonaniu split-legged corkscrew senton  |
| 2          | Manik     | Tigre Uno           | Tigre Uno przypiął Manika po wykonaniu split-legged corkscrew sentonu |
| Zwycięzca: | Tigre Uno | Tigre Uno           | Tigre Uno                                                             |

### King of the Mountain match
| Lp.        | Wrestler      | Wrestler przypięty lub zmuszony do poddania | Sposób                             |
| ---------- | ------------- | ------------------------------------------- | ---------------------------------- |
| 1          | Bobby Roode   | Jeff Jarrett                                | Przypięty za pomocą schoolboya     |
| 2          | Eric Young    | Jeff Jarrett                                | Przypięty po DDT                   |
| 3          | Matt Hardy    | Bobby Roode                                 | Przypięty po Twist of Fate         |
| 4          | Drew Galloway | Eric Young                                  | Przypięty za pomocą jacknife cover |
| 5          | Jeff Jarrett  | Bobby Roode                                 | Przypięty po uderzeniu gitarą      |
| Zwycięzca: | Jeff Jarrett  | —                                           | Powiesił tytuł na haku             |